# Crocus biflorus
Espèce
Crocus biflorus est une espèce de plantes de la famille des Iridacées.